# Sant’Ilario dello Ionio
Sant’Ilario dello Ionio – miejscowość i gmina we Włoszech, w regionie Kalabria, w prowincji Reggio Calabria.
Według danych na rok 2004 gminę zamieszkiwało 1388 osób, 106,8 os./km².